# Gäddtjärnen (Rengsjö socken, Hälsingland)
Gäddtjärnen är en sjö i Bollnäs kommun i Hälsingland och ingår i Norralaåns huvudavrinningsområde. Sjön är 6,5 meter djup, har en yta på 0,035 kvadratkilometer och är belägen 186 meter över havet.